# /إي/ (نظام تشغيل)
/إي/ بالإنجليزية /e/ يعرف أيضا ب /OS/e و /OS /e وسابقا بـ Eelo، هو نظام تشغيل للهواتف مبني على نظام أندرويد وخدمات الأنترنت ‏ المرتبطة به. نظام التشغيل عبارة عن تفرع معدل من نظام لاينج ونظام أندرويد. طورت مؤسسة /إي/ النظام المعدل وهي شركة أسسها رجل الأعمال الفرنسي غايل دوفال. قُدم نظام التشغيل على أنه من برامج الخصوصية [الإنجليزية] التي لا تحتوي على خدمات أو برمجيات محتكرة من طرف شركة جوجل. ويتحدى الجمهور «للعثور على أي أجزاء من النظام أو التطبيقات الافتراضية التي لا تزال تسرب البيانات إلى جوجل.»

## البرمجة
/إي/ مبني على نظام لاينج، التفرع المعدل من نظام سيانوجين مود ونظام التشغيل أندرويد. /إي/ يستعمل
ميكرو جي [الإنجليزية] باعتباره برمجية حرة مفتوحة المصدر كبديل لجوجل بلاي خدمات، وخدمة التموقع لشركة موزيلا لتحديد الموقع الجغرافي.
بعض تطبيقات نظام /إي/ برخصة مملوكة. بحيث يتضمن تطبيق خرائط مملوك. وكان تطبيق الخصوصية مملوكًا عند تطويره لأول مرة، ثم أصبح مفتوح المصدر بعد إصداره. مصادر بعض الأجهزة ليست متاحة للجمهور، وفقا لموظفي المؤسسة.

## تاريخ
في سنة 2017 غايل دوفال منشئ نظام ماندريفا لينكس اقترح فكرة نظام تشغيل بدون برامج تنتهك الخصوصية «كمشروع غير ربحي للمصلحة عامة». كتب دوفال «آبل، جوجل، فايسبوك... نماذج أعمال مضرة لبيئتنا الإقتصادية والإجتماعية».
نظام التشغيل في البداية كان يسمى اييلو Eelo, الإسم مستوحى من الشيقات، حيث رأى دوفال أن النظام «كالسمكة التي يمكنها التخفي داخل البحر». دوفال أطلق شركة كيك ستارتر بـتمويل جماعي. الحملة التي كان هدفها الوصول لـ 25,000 أورو، وجمعت على الأقل 71,000 أورو من المساهمين.
مراحل البيتا من النظام تم إصدارها ل 20 إلى 30 طراز من الهاوتف الذكية في شتنبر 2018. وبحلول نونبر 2019 /إي/ أصبح يدعم 89 طراز من الهاوتف الذكية. وفي أبريل سنة 2020، /إي/ كان يتعاون مع فاير فون لبيع الهواتف.

### الشركات والمنظمات
ايكورب ساس (ECORP SAS)، شركة خاصة أنشأت في سنة 2018 عن طريق الرئيس غايل دوفال والمدير العام أليكسيس نويتينجر، تدير الشركة متجر بيع الهواتف عبر الإنترنت مثبت بها نظام /إي/ بشكل مسبق، مع تضمنه على خدمات الأنترنيت الخاصة بالنظام.
إيسولوشن ساس (ESolutions SAS)، شركة خاصة، تم تكوينها في يناير 2020 مع ايكورب ساس كرئيس وأليكسيس نويتينجر كمدير عام. الشركة تعمل كمتجر الكتروني عبر الأنترنت لبيع الهواتف وبيع اشتراكات السحابات التخزينية.
في ماي سنة 2022، تم الإعلان عن هاتف مورينا وان "Murena One" الذي سيتم بيعه بواسطة شركة مورينا مثبت عليه نظام /إي/ بشكل مسبق. تأسست شركة Murena ككيان مختلف لبيع هذه الهواتف.

## الإقبال
مؤسسة البرمجيات الحرة رفضت المصادقة على نظام /إي/ لأنه «يحتوي على مكتبات غير حرة» روز روبين من مجلة فاست كومباني وصف إستراتيجية /إي/ كالنهج الشبيه بجوجل لتكثير عدد المستخدميين المتبنيين للنظام، على عكس نهج شركة بوريزم [الإنجليزية] التي تتبع نفس نهج شركة آبل التكامل الرأسي. جاك والن من تيكريبوبليك يؤمن أن النظام «سيثبت أن نظام الأندرويد يمكن إستعماله بدون جوجل»، ولكنه تنبأ أن نظام التشغيل لن يروق لمستخدمي الهواتف الذكية العاديين. ساشا سيجان من مجلة بي سي كان «متحمس لنظام /إي/ وعزمه على إنشاء بديل سهل الاستخدام (ونأمل أن يكون سهل التثبيت)»، ولكنه كان «قلق بشأن مصادر التطبيقات الخارجية على نظام /إي/». وهو أيضا دافع عن إنتقادات انفوسيك هاندبوك (InfoSec Handbook's) لنظام /إي/، والتي أخذتها شركة /إي/ «على محمل الجد وتم العمل على سلاسل الأخطاء بشكل عام بحيث يمكن لأي شخص قرائتها على الأنترنت» ستيق فوغان نيكولس قام بمراجعة هاتف سامسونج مثبت عليه نظام /إي/ بشكل مسبق نسخة أندرويد 8.1، ووجد أن النظام «مستقر تماما»، ولكنه قال أن التطبيقات يمكن أن تكون تجربة غير سارة وتثبيت نظام /إي/ عمل جد صعب.
في نونبر (تشرين الثاني) سنة 2020، قال تيم أندرسون من طرف موقع السجل إن تثبيت نظام /إي/ "ليس من أجل أصحاب القلوب الضعيفة" ولكن نظام التشغيل "يبدو خفيف الوزن وسريع الاستجابة" وذلك راجع إلى أن "الخدمات التي تشتغل في الخلفية أقل من تلك الموجودة على جهاز أندرويد عادي.
في فبراير 2021، نشر فرديناند تومز من موقع Linux News .de مراجعة مقدمة عن هاتف فيرفون 3 الذي يشتغل بنظام /إي/ المثبت عليه مسبقا. بحيث وصفوه بأنه «مكلف للغاية» وقالوا إنه عند بدء التشغيل الأولي، يلزمك تحديث نظام التشغيل الأمر الذي يستغرق حوالي 15 دقيقة. بعد بضع دقائق، كان تطبيق الواجهة الرئيسية بليس لانشر «مزعجًا» لذا قاموا باستبداله بتطبيق مختلف من متجر إف-درويد، الأمر الذي استغرق «حوالي 3 ساعات». لم يعمل مستشعر بصمات الأصابع بشكل موثوق في البداية أو بعد استبدال المستشعر. ومع ذلك كان فريق الدعم ودودًا ومختصًا وسريع الاستجابة. و«على الرغم من كل النقاط السلبية» قاموا «بالتوصية بكل من الجهاز ونظام التشغيل».
في ماي سنة 2022، بناءا على ما قال ليام بروفين الذي يكتب لحساب موقع السجل، فمؤسسة /إي/ أعلنت عن مبيعات للهواتف التي «تركز على الخصوصية» تحت العلامة التجارية هواتف مورينا (Murena phones) من ضمنها مورينا وان، جهاز منخفض الميزانية يشتغل على نسخة أندرويد 10، وتم تسعيره «أغلى بشكل ملحوظ من هواتف الميزانية المنخفضة الموجودة بالسوق». بروفين أيضا قال أن النظام يبدو أنه «قديم الطراز من بعض النواحي»، وظيفيا مقيد مقارنة مع هاتف جوجل أندروبد الكامل، ولكنه يعمل، سريع ومستقر. دايفيد بييرس من موقع ذا فيرج قال أن تطبيق App Lounge يطلب الموافقة على سياسات الخصوصية، ويمكنك تحميل تطبيقات متجر جوجل بلاي من «متجر مختلف المظهر».أدى الارتباط الوثيق للمستخدمين بجوجل إلى «جنون الكثير من المختبرين الأوائل لهواتف مورينا» وفقًا لبييرس. خلص بيرس إلى أن مورينا و /إي/ يوضحان «مدى تأصل جوجل في حياتنا الرقمية ومدى تحكمها». ميشيل أليسون من موقع ديجيتال تريندس قال «مورينا تريد الكل ولكنها ستفشل بالتأكيد» و «وهاتف بدون خدمات جوجل لا يمكنه أن يلقى إستحسانا كبيرا».
يرى المطورين من منتدى مطوري إكس دي أي أن النظام عبارة عن حديقة مسيجة. ولكن لا شيء يمنع المستخدمين من تثبيت متجر Aurora للوصول إلى تطبيقات متجر جوجل بلاي.

## الخلافات

### حادثة تسرب البيانات
في مايو 2022، خلال عدة أيام من صيانة البنية التحتية السحابية، صرح arnauvp المتحدث باسم مؤسسة إي بوجود خطأ في تطبيق التصحيح تسبب في تسرب البيانات بين حسابات المستخدمين المختلفة، بما في ذلك لقطات الشاشة والصور وملفات الملاحظات. في 29 مايو 2022، صرح المالك جايل دوفال أن ما لا يزيد عن 3307 مستخدمًا (حوالي 5 بالمئة من مستخدمي إي كلود) تضررو من الحادث، وقال "سنشارك المزيد من المعلومات حول النتائج التي توصلنا إليها في غضون 72 ساعة. بعد أكثر من شهر في 4 يوليو 2022، أعلنت مؤسسة إي عن إجمالي 379 من المستخدمين المتأثرين الذين تم تنقيح أجهزتهم، دون تقديم تفاصيل عن التحقيق أو الخطأ.

### مبيعات هواتف الجيل الثالث 3G
في عام 2022، نشأت مشكلة لأنه في عام 2021 تم بيع هواتف سامسونج للعملاء في الولايات المتحدة الأمريكية والتي فقدت الاتصال بالشبكة الخلوية بعد حوالي عام، بسبب إغلاق شبكات الجيل الثالث. وقد يتم استرداد جزء من المبالغ المستردة، وفقًا لموظفي المؤسسة.

### العلامة التجارية
تمت إعادة تسمية Eelo لاحقًا إلى /إي/ في يوليو 2018 بسبب التعارض مع العلامة تجارية "eelloo"، التي كانت مملوكة لشركة موارد بشرية. في مقابلة أجريت في مارس 2020، ذكر دوفال أن الاسم /إي/ سيتم التخلي عنه «لشيء آخر قريبًا».